# Бутав Кейстутович
Бутав (лит. Butautas, у хрещенні — Генріх, пом. після 1380) — князь дорогочинський, син троцького князя та великого князя литовського, Кейстута, внук Гедиміна.

## Біографія
Отримав у володіння від батька Дорогочин. У 1365 році Бутав очолив змову литовських нобілів проти свого батька Кейстута. Він вступив в таємні переговори з тевтонськими лицарями та домовився про хрещення в католицизм і союз з Орденом. Однак віленський намісник, боярин Дірсуне, арештував Бутава та кинув його в темницю в одній з прикордонних литовських фортець.
Та прихильник Бутава, боярин Сурвілл, який раніше був посередником на переговорах з Орденом зумів хитрістю захопити замок та витягнути з полону свого сюзерена. Дірсуне був вбитий змовниками, які після цього втекли у володіння тевтонців.
25 липня 1365 року в Кенігсбергу Бутав прийняв католицьке хрещення під іменем Генріх. Разом з ним хрестився і Сурвілл та інші змовники. На церемонії був присутній сам великий магістр ордену та багато знатних гостей з німецьких земель.
У серпні 1365 року Бутав-Генріх бере участь у великому хрестовому поході на Литву. Великий магістр розраховував на підтримку з боку прихильників Бутава і вступив на литовські землі. Хрестоносці вторглись в Жемайтію та спустошили землі між Невяжем і Святою. Лицарі підійшли до Вільни, але комендант замку відмовився його здавати. Тим часом у Бутава так і не появились прихильники серед співвітчизників. Тевтонці спустошили околиці Кернави та Майшайгалли, і всього лиш через 13 днів змушені були повернутися у Пруссію.
Між 1365 та 1368 роками Бутав-Генріх покинув прусські володіння тевтонців та прибув до двору німецького імператора та чеського короля, Карла IV Люксембурга в Прагу. Від нього Бутав отримав титул герцога та земельні наділи.
Між 1368 та 1380 Бутав-Генріх неодноразово згаданий при дворі імператорів Карла IV та його спадкоємця Вацлава IV. У травні 1380 року Бутав помер та був похований у августинському костелі св. Фоми у Празі.